# Weingut Schiefer

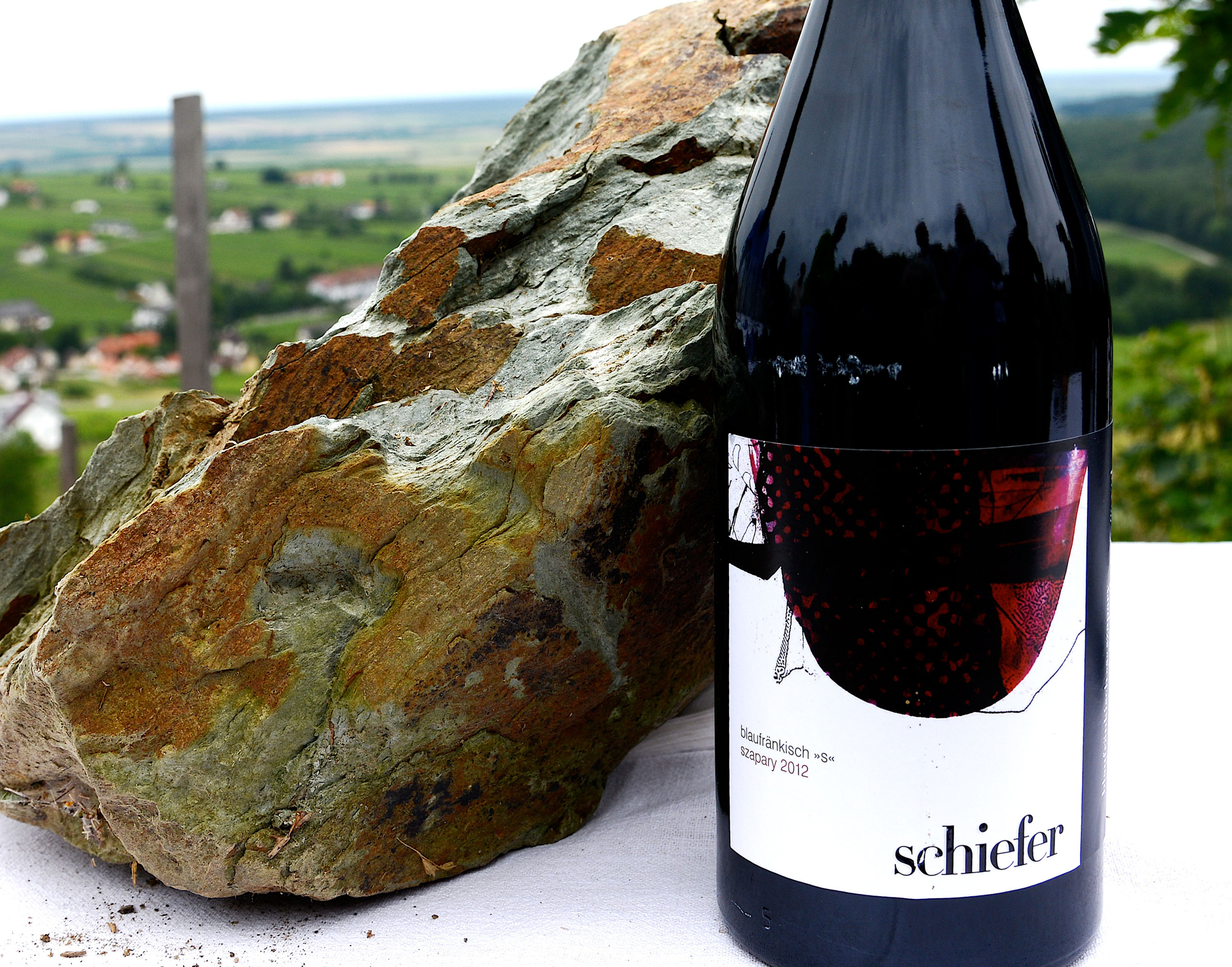
Etikett und Schiefergestein bei einer Präsentation am Eisenberg

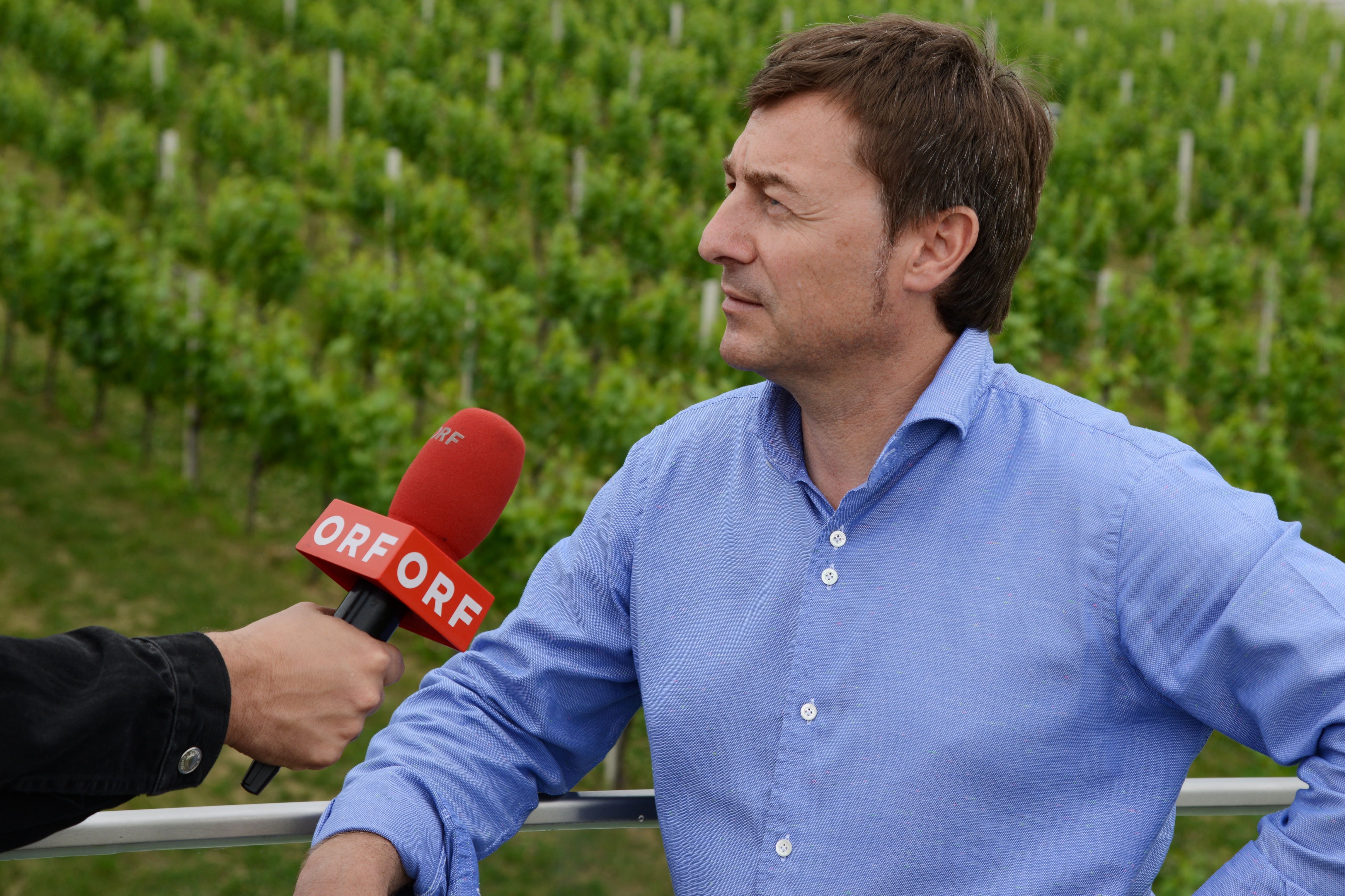
Uwe Schiefer

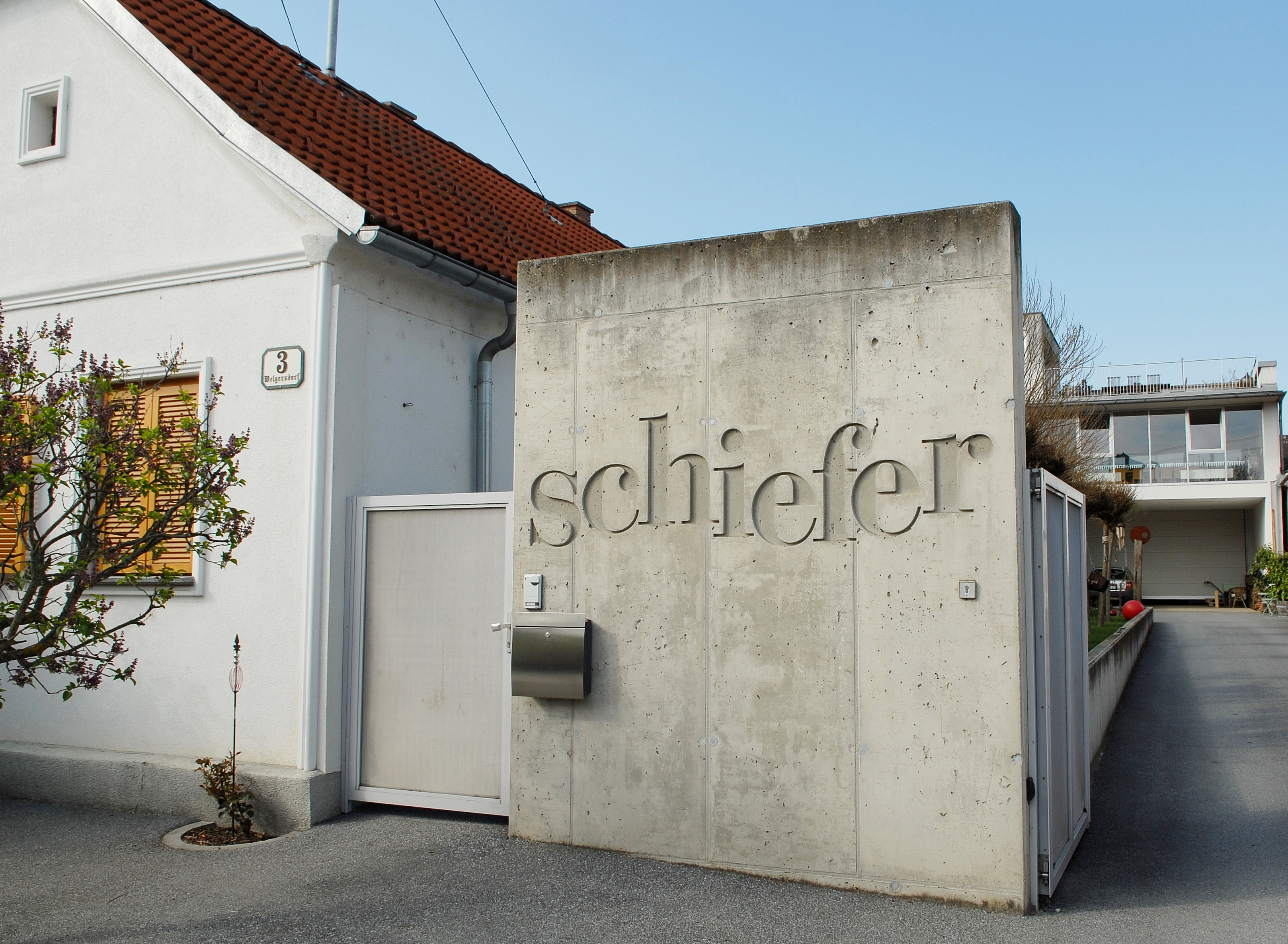
Eingangsbereich zum Weingut Schiefer in Welgersdorf

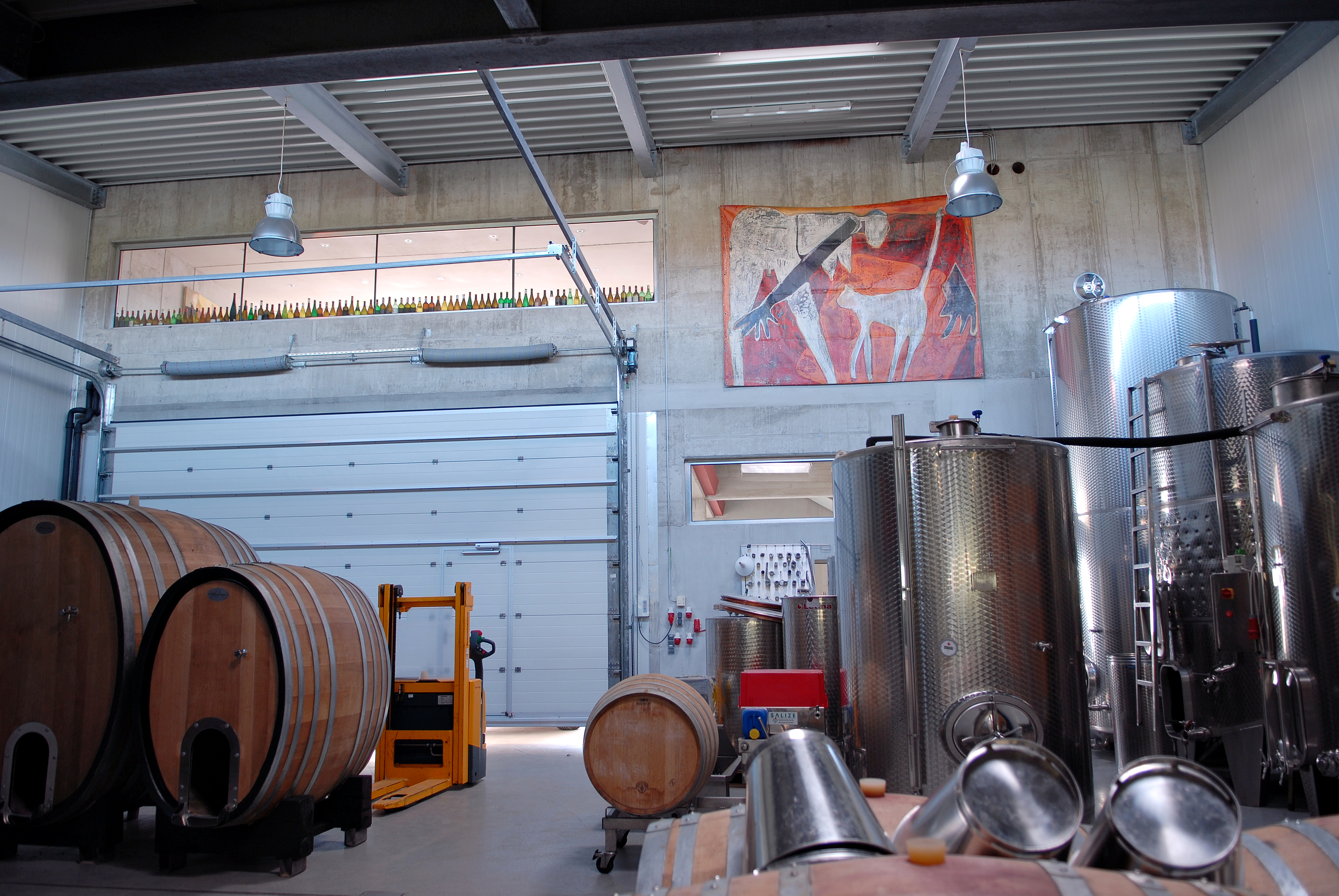
Verarbeitungshalle im Weingut Schiefer, Welgersdorf

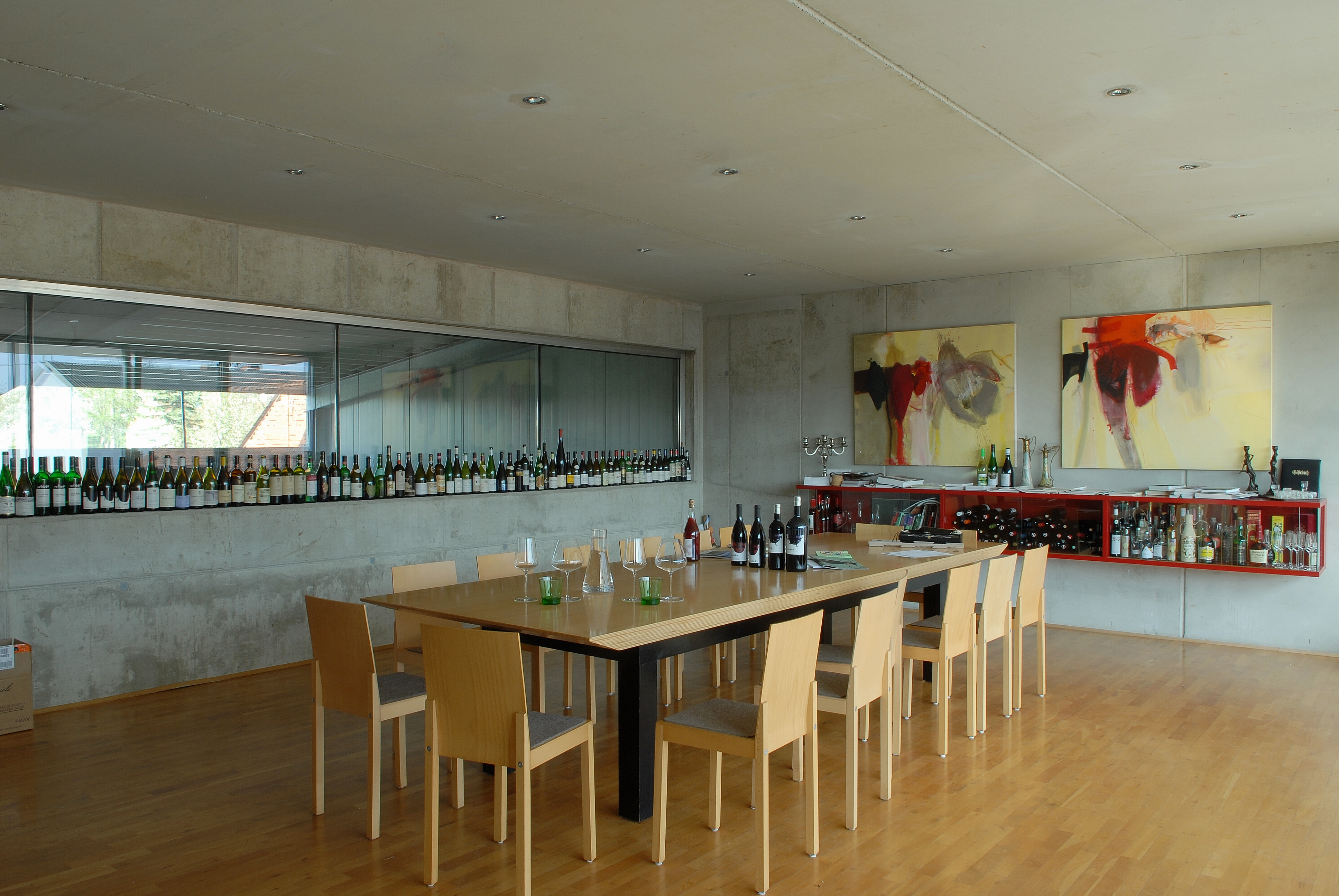
Präsentationsraum im Weingut Schiefer, Welgersdorf

Das Weingut Schiefer ist ein österreichisches Weingut in Welgersdorf im Weinbaugebiet Eisenberg.

## Geschichte
Gegründet wurde das Weingut von Uwe Schiefer, der Mitte der 1990er Jahre als Quereinsteiger und völliger Weinbauneuling den Beruf des Winzers ergriff. Zuvor hatte er in Wiener Restaurants – unter anderem im renommierten „Steirereck“ – als Kellner und Sommelier gearbeitet. Nachdem er die Weinakademie Österreich in Rust besucht hatte, rief er in Welgersdorf sein eigenes Weingut ins Leben. In verhältnismäßig kurzer Zeit stieg der Betrieb zu den führenden Weingütern Österreichs auf.
David Schildknecht, der bis 2013 vom einflussreichen US-Magazin The Wine Advocate für die Evaluierung der Weine in Österreich und weiteren europäischen Ländern beauftragt war, bescheinigt Uwe Schiefer, seit 1995 den stilistischen Wandel des Blaufränkischen eingeleitet zu haben. Laut Stephan Reinhardt, seit 2014 Schildknechts Nachfolger als Parker-Beauftragter für Deutschland und Österreich, hat Uwe Schiefer mit seinen „feinen, frischen und doch tiefgründigen Terroirweinen“ ein internationales Publikum überzeugt und zudem mit seinem Weinstil eine Reihe von – vor allem jungen – burgenländischen Winzern inspiriert.

## Das Weingut
Die Rebfläche beträgt 16 Hektar (Stand 2021), wovon 90 Prozent mit roten Rebsorten bestockt sind. Die Anbauflächen befinden sich größtenteils im Gebiet rund um den südburgenländischen Eisenberg, zum Teil betreibt Schiefer auch Weinbau im benachbarten ungarischen Grenzgebiet. Seit 2013 betreibt Schiefer zudem Weinbau in Purbach am Neusiedler See und in Lutzmannsburg im Mittelburgenland.
Das Weingut ist in erster Linie auf Blaufränkisch spezialisiert. Uwe Schiefer zählt zu den Vorreitern einer von Feingliedrigkeit geprägten Blaufränkisch-Stilistik ohne Holzlastigkeit und ohne merkliche Röstaromatik. Der Ausbau erfolgt mit Spontanvergärung (ohne Zusatz von Reinzuchthefen) bei moderatem Schwefeleinsatz, es werden keinerlei Enzyme verwendet. Infolge der hohen Anteile an Eisen und Schiefer in den Böden rund um den Eisenberg weisen Schiefers südburgenländische Blaufränkische eine markante Mineralität auf.
Der österreichische Vinaria-Weinguide bescheinigt Schiefer-Blaufränkischen bereits im Klassikbereich herausragendes Potenzial. Zu den national und mittlerweile auch schon international beachteten Rotweinen zählen Schiefers Premium-Blaufränkische aus den Weinbergslagen Szapary und Reihburg. Im Ranking des US-amerikanischen Weinkritikers Robert Parker rangieren Schiefers Premium-Weine unter den höchstbewerteten österreichischen Rotweinen. Die britische Weinkritikerin Jancis Robinson zählt gleich mehrere Blaufränkische von Schiefer zu den besten Rotweinen Österreichs.
Auch im Weißweinbereich beschreitet Schiefer neue Wege, indem er sich um hohe Welschriesling-Qualitäten bemüht, zumal dieser Sorte im trockenen Ausbau gemeinhin kein besonderes Potenzial zugetraut wird. Vom südburgenländischen Tschaterberg, einem traditionellen Weißwein-Anbaugebiet, kommt Schiefers „Grüner Veltliner Tschaterberg“.